# Dallas Mavericks
Dallas Mavericks američka profesionalna košarkaška momčad iz grada Dallas, Teksas koja je osnovana 1979.g.

## Dvorane
Reunion Arena (1980. – 2001.)
American Airlines Center (2001.– )

## Zanimljivosti
- Prije momčadi Mavericksa u Dallasu je postojala momčad Dallas Chaparrals koja je 1973.g preselila u grad San Antonio i postala San Antonio Spurs.

## Vanjske poveznice
- (engl.)Dallas Mavericks službene internet stranice